# Wacław Borożyński
Wacław Borożyński, ps. „Icek" (ur. 6 stycznia 1924 w Kazanicach, zm. po 28 marca 1947) – polski działacz podziemia niepodległościowego, dowódca oddziału partyzanckiego na terenie ziemi lubawskiej w latach 1945-47.

## Życiorys
W młodości aktywnie zajmował się harcerstwem. W czasie wojny Wacław został zmuszony do pracy, początkowo w powiecie suskim, następnie w elbląskim. W roku 1943 był przymuszany do przyjęcia III grupy Volkslisty. Groziło mu natychmiastowe wcielenie do Wehrmachtu. Uciekł w okolice Świecia, gdzie skontaktował się ze swym wujem Piotrowskim. Był on żołnierzem AK i działał w Borach Tucholskich. Wacław zdecydował się na złożenie przysięgi i dołączenie w szeregi oddziału. Walczył w nim do października 1943, do chwili, gdy dowiedział się, że za jego ucieczkę grozi jego matce wywózka do obozu koncentracyjnego. Ujawnił się, powrócił do Lubawy i w kwietniu 1944 roku został wcielony do Wehrmachtu. Po kapitulacji III Rzeszy dostał się do niewoli amerykańskiej. Mógł zostać na Zachodzie, lecz zdecydował się na ucieczkę po pięciu dniach w obozie. 1 czerwca 1945 roku był już w Lubawie. Po powrocie zdał sobie sprawę, że ZSRR to kolejny okupant, z którym należy podjąć walkę. Zaczął szukać ludzi podobnie myślących. Po pewnym czasie skontaktował się z klerykiem Klemensem Drobińskim, który przed ucieczką do Szczecina skierował go na adres: Probostwo 9 w Gniewie, z poleceniem dla Edmunda Małkowskiego, by ten skontaktował go z ludźmi konspiracji. W Gniewie skontaktował się z dowódcami lokalnych oddziałów, ci zadawali mu pytania: "Jak na terenie Ziemi Lubawskiej działa UB, jak jest silny, jak działają partie polityczne, czy uda się zwerbować ludzi, czy teren nadaje się pod partyzantkę." Otrzymał rozkaz stworzenia oddziału liczącego co najmniej 20 osób, zdobycia broni, mundurów i przemieszczenia go w stronę Borów Tucholskich. Po powrocie 15 stycznia 1946 roku Borożyński przybrał pseudonim "Icek" i rozpoczął organizację oddziału. Zaczął kontaktować się z dawnymi kolegami ze szkoły i z harcerstwa. Byli to m.in. Stanisław Świątkowski "Konduktor", Antoni Dusza, Alfons Orzechowski, Leon Zieliński, Bronisław Susmarski. Wszyscy z nich z chęcią przyjęli propozycję walki z komunistycznym terrorem. Jego oddział dozbrajał się stopniowo, dzięki pomocy mieszkańców Lubawy i okolicznych wsi. 25 lutego 1946 roku oddział "Icka" dokonał zbrojnej akcji na SOK w Iławie, dzięki której zdobyli broń i amunicję. Przez to Urząd Bezpieczeństwa rozpoczął intensywne poszukiwania. Do oddziału dołączało coraz więcej osób. W międzyczasie Wacław z podkomendnymi uciekł przed obławą UB na Białą Górę. Aby psychicznie podbudować swoich towarzyszy postanowił przemaszerować przez wieś Byszwałd w pełnym umundurowaniu i uzbrojeniu po mszy w niedzielę. Wzbudziło to ogromną sensację wśród mieszkańców wsi. Podczas przemarszu spontanicznie do oddziału przyłączyło się kilkoro świeżych rekrutów. W czasie kolejnej obławy aresztowano trzech członków oddziału, którzy po długich torturach wyjawili informacje o oddziale. Formacja "Icka" zaczęła powoli się rozpadać, miało miejsce coraz więcej aresztowań. Wacław postanowił połączyć swoją grupę z oddziałem Stanisława Balli. "Sowa" stwierdził, że oddział Wacława jest już za bardzo rozpracowany. Pozwolił im jednak przeczekać parę dni przy swoim oddziale. Wkrótce potem Borożyński wraz z kilkoma przyjaciółmi z oddziału powrócił w okolice Lubawy. Zły czas postanowił przeczekać w Papierni, koło wsi Rodzone. Tam niespodziewanie zostali osaczeni przez funkcjonariuszy UB. Bez szans na obronę czy ucieczkę zostali aresztowani.

## Proces i śmierć
3 stycznia  1947 otrzymał wyrok – kara śmierci pod zarzutem działalności w oddziale ROAK dowodzonym przez Stanisława Ballę ps. „Sowa”, „Sokół Leśny” i pełnienia funkcji dowódczych, utrata praw publicznych i obywatelskich na zawsze oraz przepadek mienia. 28 marca 1947  na mocy amnestii zamieniono wyrok na 15 lat więzienia. Pomimo tego "Icek" został zamordowany w niewyjaśnionych okolicznościach najprawdopodobniej przez funkcjonariusza Urzędu Bezpieczeństwa. Reszta jego podkomendnych otrzymała wieloletnie wyroki więzienia.
Sąd orzekał w składzie: przewodniczący – Banaszak Alfons, ławnicy – Jęczkowski Lucjan, Zabiega Władysław.
Funkcjonariusze/prokuratorzy: Drąg Władysław (PUBP Nowe Miasto Lubawskie), Lax Stanisław (WPR Bydgoszcz), Wesołowski Henryk (PUBP Nowe Miasto Lubawskie), Woźnica Ludwik (WUBP Bydgoszcz), Zimnicki Jan (WUBP Bydgoszcz).
Pochowany został w okolicach cmentarza parafialnego w Lubawie. Dokładne miejsce pochówku do dziś nie jest znane.